# Regen
Regen là một đô thị, đây là thủ phủ của huyện Regen bang Bayern thuộc nước Đức..

## Twin towns
- Eschwege, Đức, since 1997
- Mirebeau, Pháp
- Roth bei Nürnberg, Đức